# Université nationale polytechnique d'Odessa
L'université nationale polytechnique d'Odessa (ukrainien : Одеський національний політехнічний університет, ОНПУ), fondée le 18 septembre 1918 sous comme l'Institut polytechnique d'Odessa, est l'une des plus vieilles écoles polytechniques d'Ukraine. Elle accueille plus de 20 000 étudiants.

## Noms
1918 : Institut polytechnique d'Odessa
1993 : université polytechnique d'État d'Odessa
2001 : université nationale polytechnique d'Odessa

## Structure
- Institut de l'enseignement à distance
- Institut de sécurité de l'information, de l'électronique et des télécommunications
- Institut des technologies industrielles, du design et du management
- Institut de génie mécanique
- Institut préparatoire aux étudiants internationaux
- Institut des systèmes informatiques
- Institut de génie électrique et de systèmes intégrés de gestion informatique
- Institut d’électromécanique
- Institut d’économie
- Faculté de génie chimique

## Anciens élèves
- Anatoliy Ivanovych Butenko (1938-2021), né à Myrhorod, universitaire et homme politique